# داني كاولي
داني كاولي (بالإنجليزية: Danny Cowley)‏ هو لاعب كرة قدم بريطاني في مركز الوسط، ولد في 22 أكتوبر 1978 في London Borough of Havering ‏ في المملكة المتحدة. لعب مع نادي ويمبلدون.